# Cordia nodosa
Cordia nodosa är en strävbladig växtart som beskrevs av Jean-Baptiste de Lamarck. Cordia nodosa ingår i släktet Cordia, och familjen strävbladiga växter. Inga underarter finns listade i Catalogue of Life.